# Besnik Bekteshi (Politiker)
Besnik Bekteshi (* 1941 in Shkodra) ist ein ehemaliger albanischer Politiker der Partei der Arbeit Albaniens (PPSh).

## Leben
Bekteshi war innerhalb der PPSh als Funktionär im Wirtschaftssektor tätig. Auf dem 8. Parteitag der PPSh wurde er im November 1981 zunächst zum Kandidaten des Politbüros der PPSh gewählt.
Am 23. November 1982 wurde er Stellvertretender Vorsitzender des Ministerrates in der Regierung von Ministerpräsident Adil Çarçani. Diese Funktion übte er bis zum 2. Februar 1989 aus.
Zwischen 1982 und 1991 war er während der zehnten und elften Legislaturperiode Abgeordneter der Volksversammlung (Kuvendi Popullor).
Schließlich folgte auf dem 9. Parteitag der PPSh im November 1986 seine Wahl zum Mitglied des Politbüros der PPSh. Diesem obersten Führungsgremium der Partei gehörte er bis zur Auflösung der Partei und der Gründung der Partia Socialiste e Shqipërisë im Juni 1991 an. Darüber hinaus war Bekteshi nach einer Regierungsumbildung zwischen dem 2. Februar 1989 und dem 22. Februar 1991 Minister für Industrie und Bergbau sowie Energieminister in der 3. Regierung Çarçani und damit Nachfolger der bisherigen Amtsinhaber Llambi Gegprifti und Lavdosh Ahmetaj.
1993 wurde gegen Bekteshi und neun weitere ehemalige hochrangige Funktionäre (Muho Asllani, Foto Çami, Vangjel Çërrava, Hajredin Çeliku, Lenka Çuko, Llambi Gegprifti, Qirjako Mihali, Pali Miska und Prokop Murra) Anklage wegen Bereicherung an öffentlichen Geldern erhoben. Wegen dieser Straftaten kam es schließlich durch ein Gericht in Tirana zu folgenden Verurteilungen zu Freiheitsstrafen: Mihali und Gegprifti jeweils acht Jahre, Miska und Çuko jeweils sieben Jahre, Çami, Çeliku und Bekteshi jeweils sechs Jahre sowie Çërrava, Murra und Asllani jeweils fünf Jahre.